# Acryptolaria profunda
Acryptolaria profunda is een hydroïdpoliep uit de familie Lafoeidae. De poliep komt uit het geslacht Acryptolaria. Acryptolaria profunda werd in 2010 voor het eerst wetenschappelijk beschreven door Peña Cantero & Vervoort. 